# Kirkkojärvi (sjö i Finland, Birkaland, lat 61,52, long 22,95)
Kirkkojärvi är en sjö i Finland. Den ligger i kommunen Sastamala i landskapet Birkaland, i den sydvästra delen av landet, 180 km nordväst om huvudstaden Helsingfors. Kirkkojärvi ligger 64,3 meter över havet. Arean är 92,4 hektar och strandlinjen är 6,98 kilometer lång. Sjön  ingår i Kumo älvs huvudavrinningsområde.   I omgivningarna runt Kirkkojärvi växer i huvudsak blandskog.